# Rokuanjärvi
Rokuanjärvi är en sjö i Finland. Den ligger i kommunen Vaala i landskapet Norra Österbotten, i den centrala delen av landet, 500 km norr om huvudstaden Helsingfors. Rokuanjärvi ligger 129,3 meter över havet. Den är 5,8 meter djup. Arean är 1,65 kvadratkilometer och strandlinjen är 8,62 kilometer lång. Sjön  ingår i Siikajokis huvudavrinningsområde.   I omgivningarna runt Rokuanjärvi växer i huvudsak blandskog.